# Културна добра Србије
Културна добра Србије су културна добра од општег интереса за Републику Србију. У културна добра се убрајају предмети и творевине материјалног и нематеријалног културног наслеђа. Културна добра су дефинисана, категоризована и заштићена посебним законом („Закон о културним добрима” ). У зависности од значаја, културна добра се разврставају у три законом дефинисане категорије: заштићена културна добра, културна добра од великог значаја и културна добра од изузетног значаја.
У зависности од физичких, уметничких, културних и историјских својстава, културна добра се деле на непокретна и покретна. У непокретна културна добра спадају: споменици културе, просторне културно-историјске целине, археолошка налазишта и знаменита места. У покретна културна добра спадају: уметничко-историјска дела, архивска грађа, филмска грађа и старе и ретке књиге.

## Непокретна културна добра Србије

### Категорије непокретних културних добара
Непокретна културна добра Србије су дефинисана Законом о културним добрима (чл. 19-22) и подељена су на четири категорије: 
- Споменик културе јесте грађевинско-архитектонски објекат од посебног културног или историјског значаја, као и његова градитељска целина, објекат народног градитељства, други непокретни објекат, део објекта и целине са својствима везаним за одређену средину, дело монументалног и декоративног сликарства, вајарства, примењених уметности и техничке културе, као и друга покретна ствар у њима од посебног културног и историјског значаја.
- Просторна културно-историјска целина јесте урбано или рурално насеље или њихови делови, односно простор с више непокретних културних добара од посебног културног и историјског значаја.
- Археолошко налазиште је део земљишта или површине под водом који садржи остатке грађевина и других непокретних објеката, гробних и других налаза, као и покретне предмете из ранијих историјских доба, а од посебног су културног и историјског значаја.
- Знаменито место је простор везан за догађај од посебног значаја за историју, подручје с израженим елементима природних и радом створених вредности као јединствене целине, као и спомен гробови или гробља и друга спомен обележја која су подигнута ради трајног очувања успомене на значајне догађаје, личности и места из националне историје (меморијали), од посебног културног и историјског значаја.

### Централни регистар непокретних културних добара
У централном регистру Републичког завода за заштиту споменика културе тренутно је уписано 2.536 непокретних културних добара, од тога 2.192 споменика културе, 77 просторно културно-историјских целина, 191 археолошких налазишта и 77 знаменитих места.
Категорисаних непокретних културних добара има 782 од чега 200 од изузетног значаја а 582 од великог значаја.
Међу непокретним културним добрима од изузетног значаја налази се 155 споменика културе, 11 просторно културно-историјских целина, 18 археолошких налазишта и 16 знаменитих места.
Међу непокретним културним добрима од великог значаја су 512 споменика културе, 28 просторно културно-историјских целина, 25 археолошких налазишта и 17 знаменитих места.

### Списак непокретних културних добара Србије
Списак непокретних културних добара представља базу културних добара у Србији која уживају највиши ниво државне заштите. У циљу да се нађу на листи, локалитети морају да испуњавају најмање један од следећих критеријума:
- Отелотворује посебан значај који се односи на друштвени, историјски и културни развој народа у историји нације и развој природног окружења нације;
- Сведочи кључном историјском догађају и личностима и њихових активностима у историји нације;
- да је уникатна или ретке креација људског стваралаштва одређеног временског периода или јединствен пример из природне историје;
- представља изузетне уметничке или естетске вредности.

Регистар садржи 2409 места и локалитета, и подељен је у дванаест категорија:
| Изузетни значај                                           | Велики значај                                           | Заштићен                                       |
| --------------------------------------------------------- | ------------------------------------------------------- | ---------------------------------------------- |
| Археолошка налазишта од изузетног значаја                 | Археолошка налазишта од великог значаја                 | Заштићена археолошка налазишта                 |
| Споменици културе од изузетног значаја                    | Споменици културе од великог значаја                    | Заштићени споменици културе                    |
| Знаменита места од изузетног значаја                      | Знаменита места од великог значаја                      | Заштићена знаменита места                      |
| Просторно културно-историјске целине од изузетног значаја | Просторно културно-историјске целине од великог значаја | Заштићене просторно културно-историјске целине |

## Покретна културна добра Србије

### Категорије покретних културних добара
Покретна културна добра Србије су дефинисана Законом о културним добрима (чл. 23-26) и подељена су на четири категорије: 
- Уметничко-историјска дела су предмети, односно групе предмета, који самостално или заједнички имају посебан значај за упознавање историјског, културног, научног и техничког развитка, као и природе и њеног развитка без обзира на то кад и где су настали и да ли се налазе у установама заштите или изван њих.
- Архивска грађа обухвата изворне и репродуковане писане, цртане, компјутеризоване, штампане, фотографисане, филмоване, микрофилмоване, фонографисане или на други начин забележене документарне материјале од посебног значаја за науку и културу, који су настали у раду државних органа и организација, органа јединица територијалне аутономије и локалне самоуправе, политичких организација и њихових органа, установа и других организација, верских заједница, као и појединаца, без обзира на то кад је и где настао и да ли се налази у установама заштите или ван њих.
- Филмска грађа обухвата филмске материјале (оригинал негатив слике и тон негатив) и копије филма, оригинале и копије видео траке и друге носаче записа регистроване слике у покрету, без обзира на технику снимања и на то кад су и где настали, као и пратеће филмске материјале (сценарио, књига снимања, дијалог листа, филмски плакат, филмске фотографије, скице декора и костима, нотни записи филмске музике, рекламне публикације и други документи настали пре, за време и после снимања филма).
- Старе и ретке књиге обухвата рукописе, рукописне и штампане књиге, периодику и другу библиотечку грађу насталу до краја 1867. године, ретке књиге, одређене примерке периодичних издања и друге ретке библиотечке грађе настале и после ове године, одређену библиотечку грађу која се на основу овог закона доставља овлашћеној библиотеци као обавезни примерак и документација о њој, као и посебне библиотечке целине које су због свог садржаја, уметничке, културне и историјске вредности значајне за науку и културу.

### Централни регистри покретних културних добара
Централне регистре покретних културних добара у Србији воде (према категоријама): Народни музеј у Београду, Архив Србије, Народна библиотека Србије и Југословенска кинотека (Закон о културним добрима, чл. 61).